# Cimicosis
Cimicosis is een huidaandoening veroorzaakt door de bloedzuigende bedwantsen (Cimex lectularius). De aandoeningen kunnen nauwelijks zichtbaar zijn, maar ook opvallende blaren veroorzaken.
Voor een goede diagnose moet zowel het typische patroon van de beten op de huid als de aanwezigheid van de bedwants worden waargenomen. Behandeling vindt plaats door bestrijding van de bedwants ("bed bug") en diens eitjes en nimfen.

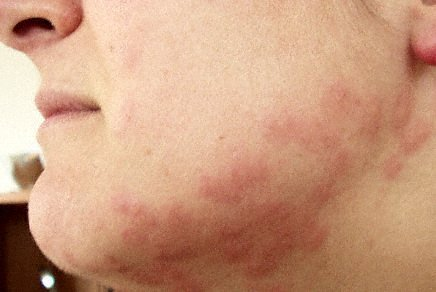
Typische patroon van bedwantsbeten
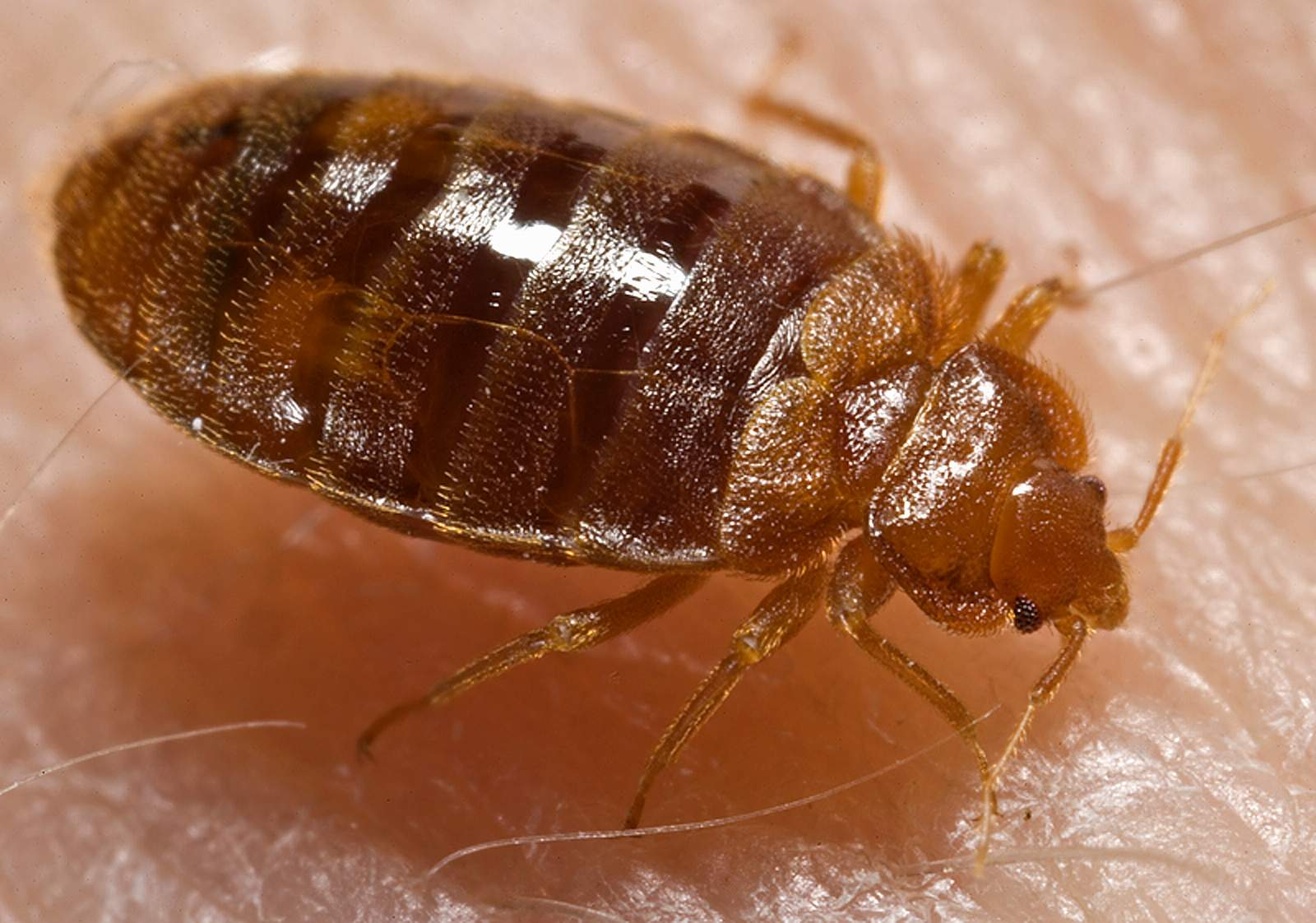
Bedwants (Cimex lectularius)